# John Shirley-Quirk
John Shirley-Quirk (Liverpool, 28 de agosto de 1931 - 7 de abril de 2014) fue un cantante operístico inglés con un registro de voz de bajo-barítono.
En la escuela secundaria participaba en el coro y tocaba el violín, lo que le valió una beca. Estudio física y química en la Universidad de Liverpool y estudió canto con Austen Carnegie. 
Hizo su debut operístico en la obra de Debussy, Pelléas et Mélisande en el Festival de Glyndebourne en 1961 y destacó en el trabajo y la grabación vocal de obras de Benjamin Britten. Entre éstas se incluye el estreno de Cántico IV: Viaje de los Reyes Magos y Muerte en Venecia. La última parte fue escrita especialmente para él, e incluye múltiples papeles como protagonista en el personaje de Gustav von Aschenbach. En 1977 protagonizó el personaje de Lev en la obra del compositor Michael Tippett, The Ice Break, en el Covent Garden. 
Actuó regularmente con las principales orquestas y compañías de ópera de todo el mundo y cuenta con una amplia discografía. Entre las más notables grabaciones se incluyen obras de Britten, la octava sinfonía de Mahler con el director Georg Solti para Decca, y con Ralph Vaughan Williams bajo la dirección coral de David Willcocks, así como con el Coro del King's College de Cambridge para EMI. 
En 1975, John Shirley-Quirk fue nombrado comendador de la Orden del Imperio Británico.